# Тяньшань (аэропорт)
Международный аэропорт Урумчи Тяньшань (уйг. ئۇرۇمچى خەلقئارا ئايرودرومى دىۋوپۇ‎, кит. упр. 乌鲁木齐天山国际机场, пиньинь Wūlǔmùqí Tianshan Guójì Jīcháng) (ИАТА: URC, ИКАО: ZWWW) расположен в волости Дивопу района Синьши городского округа Урумчи — столицы Синьцзян-Уйгурского автономного района в северо-западной части Китая. Аэропорт находится в 16 км от делового центра Урумчи. Это базовый аэропорт для авиакомпаний China Southern Airlines и Hainan Airlines. Кроме того, это самый большой аэропорт в западном Китае и с 2012 года он занимает 15е место среди самых загруженных аэропортов Китая по пассажиропотоку (13,3 млн.).

## История
Аэропорт в Урумчи был открыт для иностранных пассажиров в 1973 году, и служил для экстренной посадки самолетов, следовавших в Европу и западную Азию.

## Характеристики
Аэропорт занимает площадь 4.84 км². Взлётно-посадочная полоса имеет протяженность 3 600 метров. В аэропорту могут приземляться большие самолёты, такие как Boeing 747. На лётном поле площадью 11 гектар могут разместиться 30 самолетов.

## Терминал 3
Строительство терминала 3 к западу от нынешнего здания терминала началось в апреле 2007 года и обошлось в 1,3 млрд. юаней (около 270 млн. долларов США). Этот терминал позволил Диуопу обслуживать 16,35 миллионов пассажиров, а также обрабатывать 275 000 тонн грузов и 155 000 самолетов в год. 
Терминал 3 также добавил дополнительно двадцать один телескопический трап и почти 106 000 квадратных метров новых площадей.

## Использование
В 2002 году аэропорт Урумчи обслужил 1 673 400 пассажиров и 35 000 тонн грузов.
Летом 2005 года аэропорт начал принимать рейсы крупных иностранных авиакомпаний, а Дивопу начал развиваться. В июне 2005 Korean Air из Сеула стала первой компанией, предоставляющей сезонные услуги; двумя месяцами позже Пакистанские Международные авиалинии начали летать из Исламабада круглогодично. Обе авиакомпании использовали широкофюзеляжные самолёты Airbus. Операции Пакистанских Международных авиалиний продолжались недолго и были приостановлены в апреле 2006 года.